# Вульфф, Густав Вильгельм
Густав Вильгельм Вульфф (англ. Gustav Wilhelm Wolff; 14 ноября 1834 — 17 апреля 1913) — британский судостроитель и политик. Работал чертёжником в Хайде, графство Большой Манчестер, прежде чем поступил на службу к судостроителю Эдварду Харланду. В 1861 году стал его партнёром. На протяжении 18 лет был членом Парламента от Консервативной партии.

## Биография
Густав Вильгельм Вульфф родился в Гамбурге (Германия) в семье купца Моритца Вульффа и его жены Фанни Швабе. Густав был воспитан в лютеранских традициях, так как его семья перешла из иудаизма в 1819 году. В 1849 году Вульфф уехал из Гамбурга в Ливерпуль к своему дядя — финансисту Густаву Кристиану Швабе. Там он окончил Ливерпульский колледж, после чего учился на инженера в Манчестере, в компании Джозефа Уитворта. В 1855 году фирма участвовала во Всемирной выставке в Париже. После окончания обучения Густав был принят на работу в компанию «B. Goodfellow Ltd.» чертёжником. В 1857 году, благодаря личному вмешательству дяди, работал личным помощником Эдварда Харланда на верфи в Белфасте. В 1860 году Эдвард Харланд сделал Вульффа своим партнёром, основав вместе с ним верфь «Harland and Wolff».

## Карьера в «Harland and Wolff»
Первоначально роль Вульффа состояла в управлении техническим и руководящим персоналом. Благодаря своему немецко-еврейскому происхождению он смог привлечь еврейское сообщество Гамбурга и Великобритании к вкладыванию средств в верфь. С 1880 года он стал ответственным за строительство и машинные работы. После преобразования верфи Вульфф был назначен директором. Он был в хороших отношениях с компанией «Hamburg America Line», которой управлял еврей Альберт Баллин. В 1874 году партнёром Густава стал Уильям Джеймс Пирри. В 1906 году Вульфф покинул «Harland and Wolff».

## Последующие годы жизни
С марта 1892 года по декабрь 1910 года Вульфф был членом Парламента. Он сменил Эдварда де Кобейна, исключённого из Палаты общин и позже заключённого в тюрьму за гомосексуальные преступления. В Парламенте Густав решительно выступал против самоуправления Ирландии. После ухода из Палаты общин Вульфф проживал в Лондоне. Умер Густав Вильгельм Вульфф 17 апреля 1913 года, был похоронен на кладбище Бромптон. Он никогда не женился и умер холостым.